# 榮保
荣保（1817年—？），周氏，字伯佑，号竹坡，内务府正蓝旗蒙古包衣，清朝政治人物。

## 生平
同治三年甲子科，順天乡试中举，十年，登辛未科进士。祖父文治是嘉庆庚申科举人。